# Mehdi Torabi
Mehdi Torabi (em perso: مهدی ترابی; Eshtehard, 10 de setembro de 1994) é um futebolista iraniano que atua como atacante. Atualmente joga pelo Tractor.

## Carreira
Foi convocado para defender a Seleção Iraniana de Futebol na Copa do Mundo de 2018.

## Títulos
- Iran Pro League: 2018–19, 2019–20, 2020–21
- Copa Hazfi: 2018–19
- Supercopa do Irã: 2019, 2020